# Конипське сільське поселення
Кони́пське сільське поселення (рос. Коныпское сельское поселение) — адміністративна одиниця у складі Кірово-Чепецького району Кіровської області Росії. Адміністративний центр поселення — присілок Малий Конип.

## Історія
Станом на 2002 рік на території сучасного поселення існували такі адміністративні одиниці:
- Конипське сільський округ (селища 1012 км, Конип, присілки Бондя, Великий Конип, Здравниця, Ісаковці, Копово, Коршуніха, Кривобор, Малий Конип, Поляни, Прокудіно)

Поселення було утворене згідно із законом Кіровської області від 7 грудня 2004 року № 284-ЗО у рамках муніципальної реформи шляхом перетворення Конипського сільського округу.

## Населення
Населення поселення становить 1001 особа (2017; 1027 у 2016, 1044 у 2015, 1105 у 2014, 1121 у 2013, 1133 у 2012, 1006 у 2010, 893 у 2002).

## Склад
До складу поселення входять 13 населених пунктів:
| Населений пункт         | Населення, осіб (2002) | Населення, осіб (2010) |
| ----------------------- | ---------------------- | ---------------------- |
| 1012 км, селище         | 1                      | 0                      |
| Бондя, присілок         | 7                      | 6                      |
| Великий Конип, присілок | 2                      | 3                      |
| Здравниця, присілок     | 60                     | 51                     |
| Ісаковці, присілок      | 29                     | 52                     |
| Конип, селище           | 3                      | 10                     |
| Копово, присілок        | 0                      | 12                     |
| Коршуніха, присілок     | 3                      | 13                     |
| Кривобор, присілок      | 11                     | 10                     |
| Малий Конип, присілок   | 777                    | 849                    |
| Поляни, присілок        | 0                      | 0                      |
| Прокудіно, присілок     | 0                      | 0                      |